# Universal Studios Japan
Koordinaten: 34° 39′ 53″ N, 135° 25′ 59″ O
Universal Studios Japan (japanisch ユニバーサル・スタジオ・ジャパン) ist ein japanischer Freizeitpark in Osaka, Präfektur Osaka, der am 31. März 2001 eröffnet wurde. Der Park wird von Universal Parks & Resorts betrieben, die auch andere Freizeitparks unter der Marke Universal Studios betreiben.

## Liste der Achterbahnen
| Name                                                         | Typ                                | Hersteller           | Eröffnungsjahr | Bemerkungen | Weblinks |
| ------------------------------------------------------------ | ---------------------------------- | -------------------- | -------------- | --- | -------- |
| Demon Slayer: Kimtetsu / スペース・ファンタジー・ザ・ライド  | Spinning Coaster, Dunkelachterbahn | Mack Rides           | 2010           | Der Name bezieht sich auf die gleichnamige Mangaserie. Ursprünglich als Space Fantasy The Ride (スペース・ファンタジー・ザ・ライド) eröffnet, änderte die Bahn häufig ihren Namen und Thematisierung. |          |
| Flight of the Hippogriff / フライト・オブ・ザ・ヒッポグリフ  | Familienachterbahn                 | Vekoma               | 2014           | |          |
| Flying Dinosaur / ザ・フライング・ダイナソー                 | Flying Coaster                     | Bolliger & Mabillard | 2016           | |          |
| Hollywood Dream: The Ride / ハリウッド・ドリーム・ザ・ライド | Stahlachterbahn ohne Inversionen   | Bolliger & Mabillard | 2007           | |          |
| Mine Cart Madness / ドンキーコングのクレイジー・トロッコ     | Stahlachterbahn ohne Inversionen   | Setpoint             | 2024           | Das erste Modell des Boom Coaster. Das Fahrsystem soll den Eindruck erwecken, dass der Wagen von der Schiene abhebt.                                                                                  |          |

### Ehemalige Achterbahnen
| Name                                               | Typ                                | Hersteller      | Eröffnungsjahr | Schließungsjahr | Weblinks |
| -------------------------------------------------- | ---------------------------------- | --------------- | -------------- | --------------- | -------- |
| Snoopy's Great Race / スヌーピーのグレート・レース | Indoor-Coaster, Familienachterbahn | Senyo Kogyo Co. | 2001           | 2020            |          |